# Esperanza Albarrán
Esperanza Katherine Albarrán Castro (Acapulco, 10 de outubro de 2000) é uma jogadora de voleibol de praia mexicana. 

## Carreira
Em 2021, ao lado de Atenas Gutiérrez estreou no evento I de Cancún, torneio quatro estrelas do Circuito Mundial, ainda disputaram o segundo e o terceiro evento, foram vice-campeãs do Torneio Continental Sub-23 de Vôlei de Praia em Punta Cana e obtiveram a qualificação para os Jogos Pan-Americanos Júnior de 2021 e neste certame conquistaram a medalha de bronze. 
Em 2022, ao lado de Abril Flores disputou o Circuito NORCECA, obtendo como melhor resultado o bronze  na etapa de Mazatlán e ainda competiu no referido circuito ao lado de Evelyn Ramos Juárez na etapa de Hato Mayor, quando foram eliminadas nas quartas de final.
Na temporada de 2023, formou dupla com Susana Torres e conquistaram o bronze na etapa de Aguascalientes, depois, com Yeray Vidaurrazaga e disputaram o Challenge de La Paz (México) e o Elite 16 de Tepic, quando finalizaram na vigésima primeira posição e a edição do Campeonato Mundial nas cidades de Tlaxcala de Xicohténcatl, Apizaco e Huamantla, terminaram na trigésima sétima colocação.

## Títulos e resultados
- Etapa de Aguascalientes do Circuito NORCECA de 2023
- Etapa de Mazatlán do Circuito NORCECA de 2022